# Ditterke
Ditterke ist ein Dorf und eine Ortschaft der Stadt Gehrden in der Region Hannover in Niedersachsen.

## Geschichte
Das Dorf entwickelte sich aus einem Wachtposten an dem früheren Fernhandelsweg zwischen Rhein und Magdeburg. Ein „Alter Krug“ war der Beginn der Siedlung, die zunächst südlich der Straße entstand. Die Erweiterungen auf der Nordseite werden erst im 18. Jahrhundert vermutet. Erstmals urkundlich erwähnt wurde Ditterke im Jahre 1208, damals noch als Ditriche. Nach Mithoff wurde der Ort in den ältesten Urkunden Thittereke (1266) und Thitterike geschrieben. Es gibt auch die Schreibweise Dytterke (um 1376) und Diderke (ebenfalls um 1376). Interpretiert wurden diese Namensformen als „Wohnplatz einer Diet“, d. h. einer Gruppe, die unter einem Führer umherziehend neue Wohnplätze suchte oder schützte. Es könnte sich daher sehr gut ursprünglich um eine Wache am früheren Hellweg gehandelt haben. In Ditterke bestand die letzte Ausspannstation vor Hannover für die von Westen kommenden Gespanne.

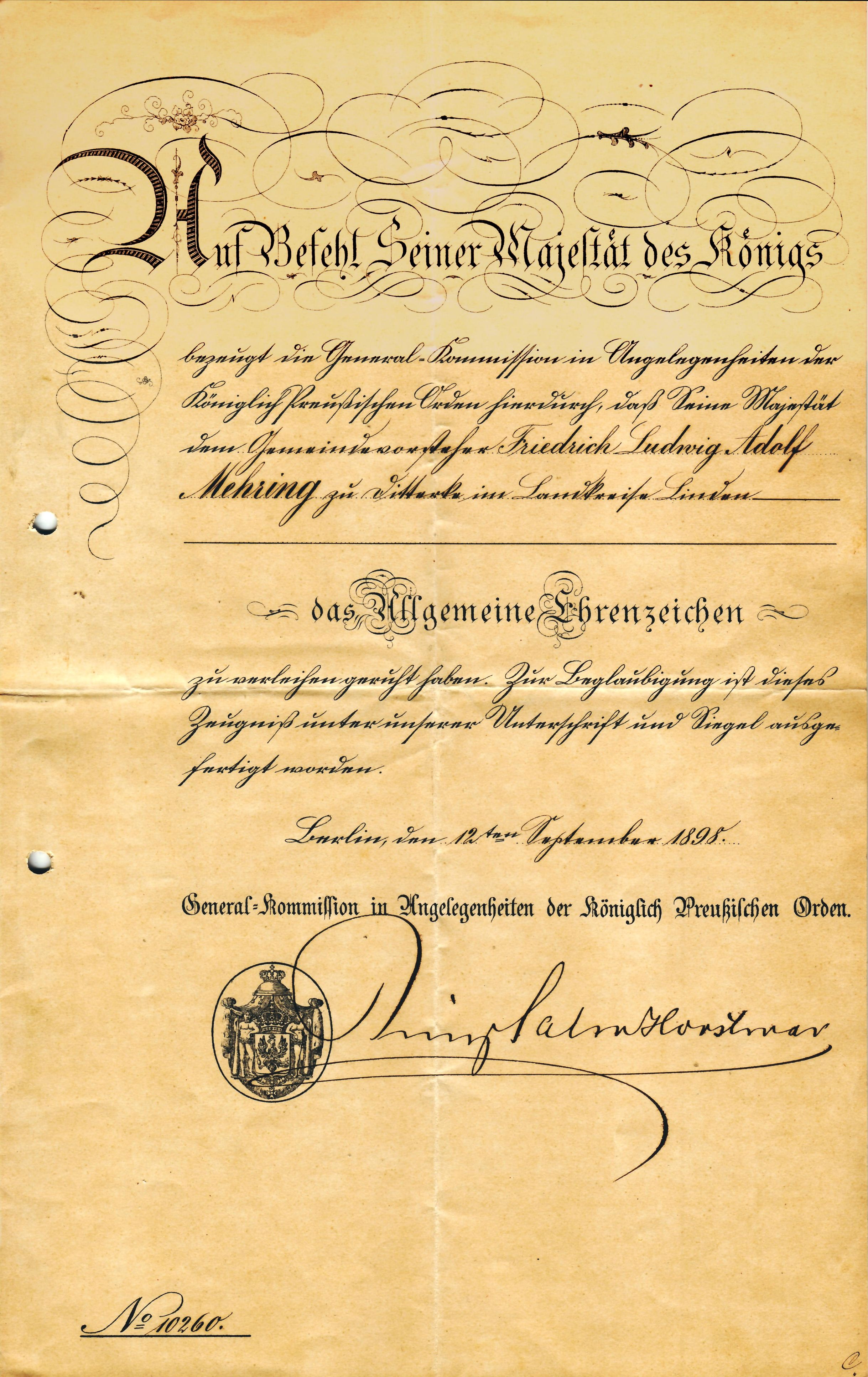
1898: Preußens König verleiht dem Ditterker Ortsvorsteher Friedrich Ludwig Adolf Mehring einen Orden

Ditterke wurde seit dem Mittelalter in Urkunden immer wieder als Tauschobjekt oder als Leistungserbringer erwähnt, so in einer Urkunde von 1266, in der Ritter Heinrich von Goltern „Eigenbehörige“ in Ditterke gegen solche in Göxe tauscht. Das Dorf stand unter der Herrschaft der Ritter von Goltern und Eckerde, den Stiftsherren von Minden und Wunstorf und schließlich 1564 der Schaumburger Grafen.
Im Dreieck zwischen Bundesstraße und der Straße nach Leveste stand früher ein Kreuzstein – das Ditterker Kreuz. Er wird im Hausbuch vom Amt Calenberg von 1662 und in der Beschreibung der 3 Haupt-Heer-Straßen im Ambte Calenberg von 1737 erwähnt, in letzterem als Ditterker Creutz. In beiden Publikationen wird der genaue Standort angegeben. Der Accurate Situations Plan aus dem Jahr 1756, entstanden aus Anlass eines Streits über den Verlauf der Jagdgrenzen im Bereich Ditterke zwischen den Herren von Knigge und von Lenthe, stellt den Kreuzstein nicht mehr da. Es wird daher vermutet, dass er zwischen 1737 und 1756 entfernt wurde.
In Ditterke war ein Schäfer beheimatet, der bis zum Jahr 1975 mit einer Herde von um 300 Schafen zwischen Deister und Leine unterwegs war.
Ditterke – begünstigt durch die gute Qualität des Bodens für die Landwirtschaft – war ein Bauerndorf. Seine Bewohner lebten von der Landwirtschaft. Die Kopfsteuerbeschreibung der Fürstentümer Calenberg-Göttingen und Grubenhagen von 1689 listet für Ditterke vier Vollmeier, zwei Halbmeier, zwei Höflinge, drei Kötner und fünf Beibauern auf. Vollmeier waren damals Erich Garben mit 93 Morgen, Johann Hormann mit 55 Morgen, Hans Remmers mit 64 Morgen und Cord Bock. Die Halbmeier waren Curt Geveken und Dietrich Kokemüller mit je 32 Morgen. Die beiden Höflinge, Elmerhus Flohr und Dietrich Lampe, sind mit je etwa halb so großer Landfläche wie die Halbmeier aufgeführt. Für einen der Kötner wird eine Fläche von einem Morgen, für die anderen und die Beibauern werden keine Flächen genannt.
Bis zum Ende der Selbständigkeit als Gemeinde hatte Ditterke einen nebenamtlichen Ortsvorsteher, heute Bürgermeister genannt. Ende des 19. Jahrhunderts war dies der Landwirt Friedrich Ludwig Adolf Mehring. Er erhielt 1898 einen Orden vom preußischen König.
Bis in die 1950er Jahre gab es eine Kornbrennerei mit der Marke „Ditterker Garbenbrand“, der den Status eines „Kultschnaps'“ hatte. Diese Brennerei entstand 1766 und war damit eine der ältesten Kornbrennereien in Calenberg. Die Marke wurde Ende der 1950er Jahre an die Firma Hardenbergsche Kornbrennerei in Nörten-Hardenberg verkauft und als „Garben 32“ eingetragen.
Am 1. August 1971 erfolgte der freiwillige Gemeindezusammenschluss zur Großgemeinde Gehrden.

## Politik

### Ortsrat
Wahl 2021
Bei der Kommunalwahl am 12. September 2021 wurde auch der aus fünf Mitgliedern bestehende Ortsrat von Ditterke für die bis 2026 laufende Wahlperiode neu gewählt. Von den 233 Wahlberechtigten in Ditterke nahmen 141 an der Wahl teil (60,52 %). Auf die Partei Bündnis 90/Die Grünen entfielen 17,2 % der Stimmen und auf die Wählervereinigung BLD 82,8 %. Die Grünen erreichten damit einen Sitz  und die BLD vier Sitze. Drei Mitglieder sind Frauen, zwei Männer. Die Amtszeit des Ortsrates beginnt im November 2021. Die erste Sitzung war für den 11. November 2021 terminiert.
Aufgrund des Umzuges der Kandidatin der Grünen wurde am 3. März 2022 der Sitzverlust der Grünen offiziell festgestellt, da es keinen Nachrücker auf der grünen Liste gab.
Der Ortsrat Ditterke hat seit dem 3. März 2022 nur noch 4 Mitglieder, 2 Frauen und 2 Männer der Bürgerliste Ditterker BLD.
Wahl 2016
Der Ortsrat setzte sich nach den Kommunalwahl am 11. September 2016 aus zwei Ratsfrauen und drei Ratsherren folgender Wählervereinigungen/Parteien zusammen: WG Bürgerliste 4 Sitze und Bündnis 90/Die Grünen/Die Linke 1 Sitz.

### Ortsbürgermeister
In seiner konstituierenden Sitzung wählte der Ortsrat am 11. November 2021 für die fünfjährige Wahlperiode Jörg Beckmann (Bürgerliste Ditterke BLD) zum Ortsbürgermeister von Ditterke und als seine Stellvertreterin Kerstin Gewecke (Bürgerliste Ditterke BLD).

### Wappen
Der Entwurf des Wappens von Ditterke stammt von dem in Gadenstedt geborenen und später in Hannover lebenden Heraldiker und Grafiker Alfred Brecht, der schon die Wappen von Bantorf, Barrigsen, Egestorf und vielen anderen Ortschaften im Landkreis Hannover entworfen hat. Die Genehmigung des Wappens wurde am 29. November 1961 durch den Regierungspräsidenten in Hannover erteilt.
| Wappen von Ditterke | Blasonierung: „In Grün vier silberne Kleeblätter in Rautenform angeordnet.“ |
| Wappen von Ditterke | Wappenbegründung: Es war der Wunsch der Gemeindeväter, ein Wappen zu wählen, das den unveränderten Charakter des bäuerlichen Dorfes betont, in dem die früheren Besitzrechte, häufig wechselnd und auch nicht lückenlos bekannt, übergangen würden. So entstanden Vorschläge mit Kleeblättern, von denen der Rat das vorstehend beschriebene Wappen beschloss. |

## Kultur und Sehenswürdigkeiten
Baudenkmale

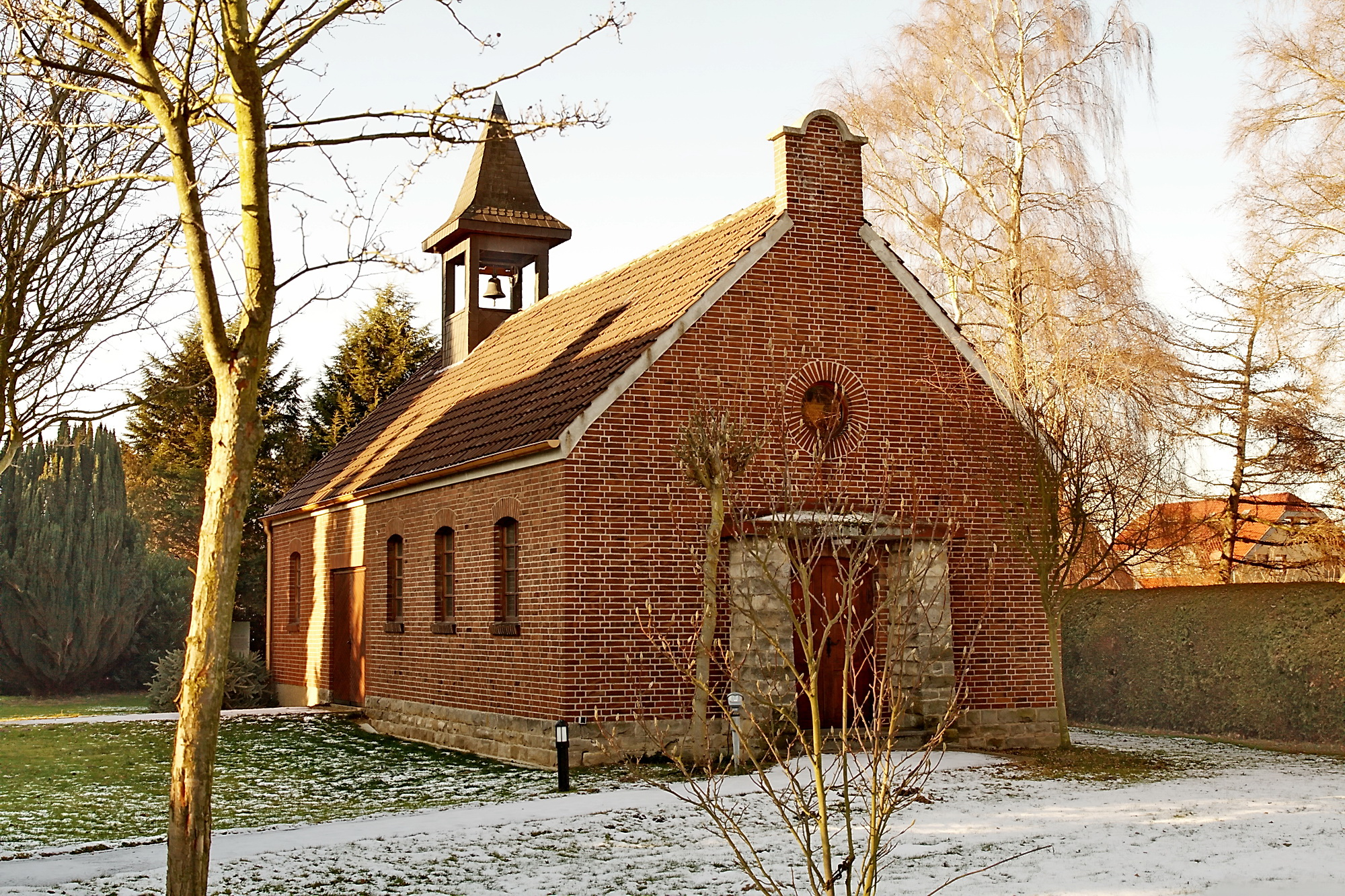
Kapelle mit Glocke von 1662

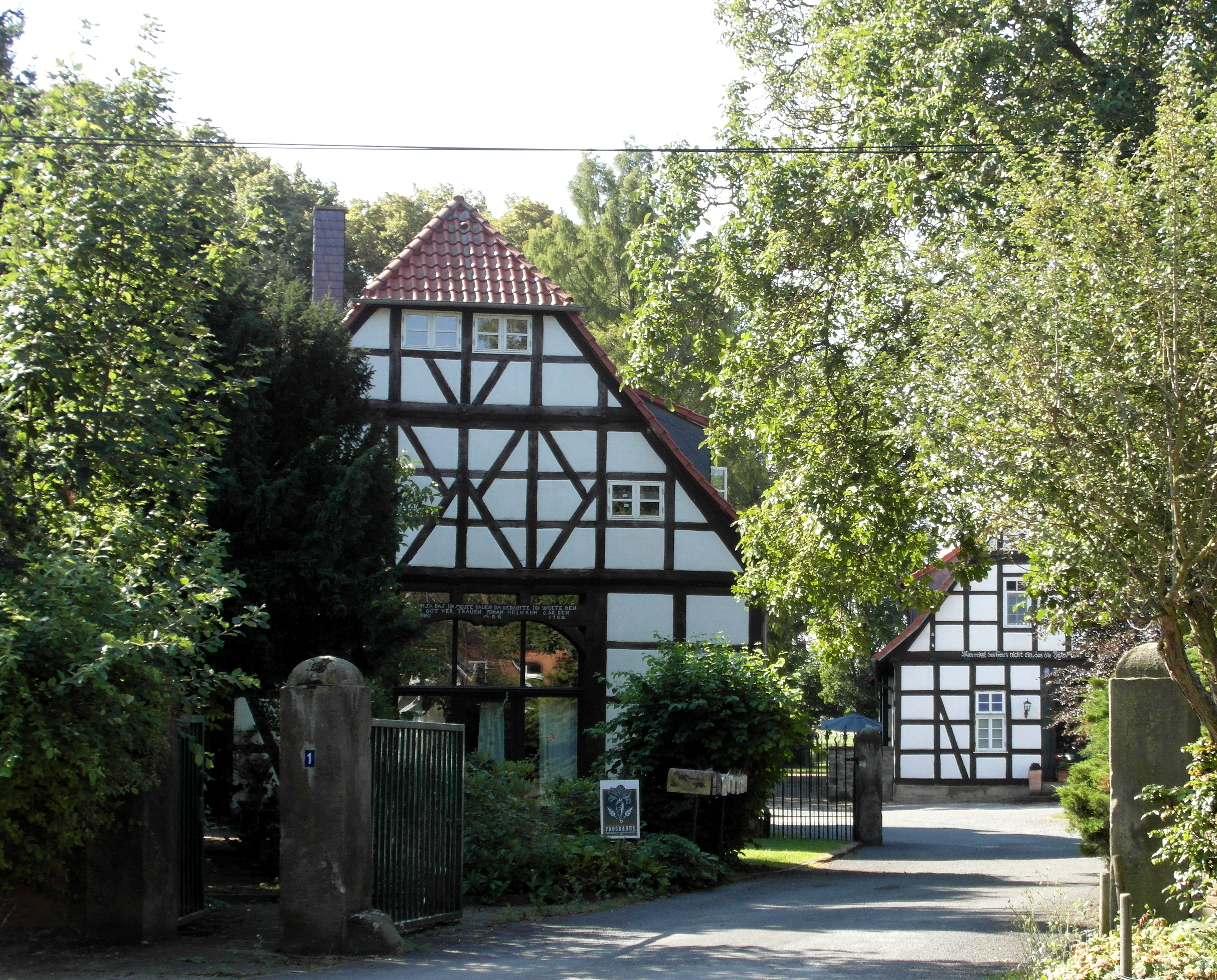
Gut Ditterke

- Die frühere Schule ist ein Fachwerkbau, der aus einer Kapelle hervorging. Das Gebäude hat einen Dachreiter, in dem eine Glocke von 1662 hing.[2][23]
- Die jetzige Kapelle auf dem Friedhof wurde Ende der 1940er Jahre von der Gemeinde Ditterke errichtet und der Kapellen-Gemeinde übergeben.[7] Ihre ursprüngliche Vorgängerin war schon im 17. Jahrhundert zerstört.[4] Über diese Vorgängerkapelle gibt es keine urkundlichen Nachweise.[7] Die im Dachreiter der Kapelle hängende Glocke hatte früher ihren Platz im Dachreiter der ehemaligen Schule und datiert ausweislich der Inschrift aus dem Jahr 1662.[7] Als Mahnmal für die Opfer der beiden Weltkriege des 20. Jahrhunderts wurde auf dem Friedhof ein großes von zwei Steinsäulen flankiertes Steinkreuz „aus Thüster Serpelkalkstein des Oberen Jura“ errichtet.[24]
- Das Gut Ditterke war seit 1579 im Besitz von Jobst Knigge.[7] Teile dieser Hofanlage stammen aus dem Mittelalter.[2] Besonders erwähnenswert sind das Haupthaus im Nordteil der Anlage von 1794, eine Längsdurchfahrtscheune von 1802 und das Haupthaus von 1835 im Süden, das im 20. Jahrhundert mehrfach verändert wurde. Die Ziegel, aus dem die Bauten der früheren Brennerei entstanden, stammen aus einer im Süden Ditterkes im 19. Jahrhundert errichteten Ziegelei.[2] Auf diesem seit 1640 der Familie Garben gehörenden Bauernhof[25] werden Urkunden des Hofes und über den Hof aus der Zeit des Dreißigjährigen Krieges bis in die heutige Zeit aufbewahrt. Eine alte Türinschrift auf dem Hof lautet: Anno 1641 ist dieser Hof von schwedischem Kriegsvolk rein in den Grund eingeäschert.[26]
- Die niedersächsische Denkmaltopographie erwähnt in ihrem Band 13.1:
die im 19. Jahrhundert zum Altenteilerhaus umgenutzte Fachwerkscheune Bundesstraße 4,
das um 1900 errichtete zweigeschossige Wohnhaus in Ziegelbauweise Bundesstraße 10, eine sogenannte Rübenburg,
das Hallenhaus Bundesstraße 13
und die historische Brücke über die Haferriede im Zuge der Landesstraße 401 nach Leveste.[2]

Naturdenkmal
- Die Luthereiche Ditterke wurde im Jahr 1883 gepflanzt. Anlass war der 400. Geburtstag Martin Luthers. Die Eiche steht neben der früheren Schule. Neben dem Baum erinnert ein zeitgenössischer Stein mit seiner eingemeißelten Schrift an Pflanzung und Anlass: Dir Gott die Ehre. Bewahre Luthers reine Lehre. Zur Erinnerung an Martin Luthers 400jährigen Geburtstag am 10. November 1883 pflanzte diese Eiche und setzte diesen Stein die Gemeinde Ditterke.[27] Diese Eiche ist als Naturdenkmal mit der Bezeichnung H164 eingetragen und geschützt.[28] Die Beschreibung ist „Die mächtige, mindestens 100-jährige Eiche ist wegen ihrer Größe, Eigenart und Schönheit zu erhalten.“[29]

## Wirtschaft und Infrastruktur
Zahlreiche Gewerbebetriebe wie Kfz-Händler, Metallbaufirma, Antiquitätenhändler, aber auch Betriebe im Dienstleistungssektor wie Werbeagentur, haben sich angesiedelt. Insgesamt gab es im Jahr 2021 nach der Statistik 26 Gewerbetreibende. Drei landwirtschaftliche Betriebe, darunter einer, der nach Biolandregeln wirtschaftet und neben den üblichen Feldfrüchten auch Kürbisse und Weihnachtsbäume anbaut und direkt vermarktet, sind vorhanden.
In das im Eigentum der Stadt Gehrden stehenden Gebäude der früheren Schule wurde 2016 ein Dorfgemeinschaftshaus integriert. Es verfügt nun über zwei Wohnungen im Dachgeschoss und im Erdgeschoss zusätzlich zu der Gemeinschaftseinrichtung vermietete Gewerberäume.
Unter dem Bachbett der Haferriede liegt auch in Ditterke ein Kiesvorkommen von einer Mächtigkeit von 7 bis 12 Meter. Dies sind eiszeitliche Ablagerungen der Leine, die in der Eiszeit einen anderen Verlauf als heute hatte. Das Material besteht aus Kreidesandstein, Buntsandstein, Grauwacke und Kieselschiefer.
Durch die Ortschaft führt ohne Umgehungsstraße die Bundesstraße 65. Eine Fußgängerdruckampel macht es möglich, diese Straße zu überqueren. Zwei überregionale Buslinien erschließen Ditterke mit den öffentlichen Personennahverkehr. Am Ostrand der Bebauung geht die Landesstraße 401 von der Bundesstraße ab. Sie führt nach Leveste. In der Mitte des Dorfes führt die Kirchwehrener Straße genannte Kreisstraße 247 in Richtung Norden.